# Urban Terror
Urban Terror (conosciuto anche come UrT, UT, più di rado come Q3UT3 o Q3UT4) è un videogioco sparatutto in prima persona freeware e multipiattaforma, sviluppato e pubblicato da Silicon Ice Development nel 2000.

## Storia
Sviluppato prima da un gruppo amatoriale chiamato Silicon Ice Development e poi dalla Frozen Sand LLC, basato sul motore grafico di Quake III Arena (Id Tech 3) sviluppato dalla id Software, venne concepito come mod per Quake III Arena intorno al 1998. Una prima versione venne pubblicata nell'agosto del 2000 al QuakeCon. La possibilità di utilizzare Urban Terror come gioco a sé stante è stata introdotta nel 2007, con l'uscita della versione 4.0, dopo la pubblicazione del codice sorgente di Quake 3 con licenza open source.
L'ultima versione disponibile è la 4.3.4, pubblicata il 21 giugno 2018.

## Caratteristiche generali
Il programma può essere eseguito come mod all'interno di Quake III Arena (Urban Terror è stato inizialmente creato in questo modo) oppure completamente stand-alone. Utilizza il motore grafico ioUrbanTerror, una versione modificata dell'ioquake3, che era a sua volta una versione derivata dall'id Tech 3. Nel primo caso, è possibile collegarsi anche a server con PunkBuster (un sistema anti-cheat) attivo, a patto di avere questo componente aggiuntivo installato su Quake 3, mentre nel secondo caso è possibile usufruire di miglioramenti introdotti da ioquake3. Essendo un gioco orientato al multiplayer, è tuttavia prevista anche la possibilità di giocare in singolo, tramite l'uso di bot.
Peculiarità sono elementi da sparatutto in prima persona tattico e del gioco di squadra: i giocatori si affronteranno divisi in due squadre, nelle quali dovranno necessariamente scegliere di essere inquadrati all'inizio di ogni partita: gli SWAT ed i Red Dragons (presumibilmente dei terroristi). Le armi ricalcano modelli realmente esistenti, hanno il rinculo, sono meno precise nello sparo in movimento e richiedono un tempo di ricarica quando le munizioni sono esaurite, diverso a seconda dell'arma che si sta utilizzando. Il numero delle armi e oggetti che ogni giocatore può equipaggiare è limitato.
Il gioco utilizza un sistema di danno localizzato; colpire quindi un avversario in punti del corpo diversi avrà infatti conseguenze diverse. Un singolo headshot (colpo in testa) uccide chiunque a meno che non siate protetti da elmetto; senza il giubbotto kevlar, i colpi ricevuti risulteranno più dannosi, e spesso portano alla morte istantanea; i colpi alle gambe rallentano la corsa; e il non bendarsi dalle ferite porterà alla morte a causa del sanguinamento. Inoltre è stata implementata la stamina (resistenza). Correre, saltare, o compiere degli sprint (scatti) riducono la stamina. L'esaurimento del suo livello porterà un rallentamento nei movimenti nonché l'impossibilità di correre. Essa si ricarica col passare del tempo, stando fermi, e a velocità minore se ci si sta nel frattempo muovendo.
A partire dalla versione 3.0 sono state introdotte tre nuove caratteristiche:
- Wall Jumping: se si corre o effettua uno scatto verso un muro e poi si salta sullo stesso, e appena si è su di esso si preme di nuovo il tasto per saltare, si effettuerà un doppio salto.
- PowerSlide: mentre si corre usando lo sprint ci si può abbassare e l'omino scivolerà come se fosse sul ghiaccio
- HotPotato: questa è una funzione del CTF. Dopo un lasso di tempo (determinato dall'admin del server) che le due squadre hanno la bandiera fuori dalla base, la bandiera esplode, uccidendo il portatore della stessa. Per non venire uccisi si dovrebbe buttare la bandiera e allontanarsi da essa.

Inoltre, se si salta in testa ad un altro giocatore da una certa altezza, lo si uccide; tale mossa viene chiamata Curb-Stomp.
Il Wall Jumping ha portato alla creazione di molte mappe in cui è obbligatorio l'uso del "Wall Jumping" per superare i vari ostacoli presenti. Il "Wall Jumping" diviene molto utile a coloro che sono bravi in questa tecnica per spostarsi più velocemente nella mappa.
Comunque, nella maggior parte dei campionati di Urban Terror, è vietato applicare il "Wall Jumping" saltando su un altro giocatore. Da quando sono state create molte mappe per esibirsi nel "Wall Jumping", molti giocatori sono protagonisti di veri e propri video in cui mostrano le proprie abilità in questa tecnica.
A partire dalla versione 4.0 è stato implementato invece il cosiddetto Fun Stuff che dà la possibilità di personalizzare il personaggio con svariati accessori come occhiali, cappellini, sigaro, ecc. con possibilità di crearne dei nuovi (esterni al gioco) e di caricarli in esso, durante le partite.

## Modalità di gioco
Ogni giocatore ha complessivamente 7 slot a disposizione, da riempire con il proprio equipaggiamento: 3 sono dedicati alle armi: primaria, secondaria e uno dedicato esclusivamente ad una pistola, ma tutti i giocatori hanno sempre in dotazione un coltello KA-BAR di default. Dei rimanenti 4 slots uno è riservato alle granate e gli ultimi tre all'equipaggiamento e agli accessori per le armi.
Un'arma di tipo secondario può anche essere equipaggiata come primaria, inoltre gli slots relativi alle armi primarie e secondarie, se vuoti, possono essere utilizzati per raccogliere le relative armi dei nemici caduti in battaglia.
- Team Survivor (SURVIVOR O TS)

La partita è suddivisa in round. Ogni round le due squadre si affrontano cercando di uccidere ogni componente dell'altra squadra. Ogni giocatore ucciso dovrà aspettare l'inizio del round successivo per rientrare in gioco. Ogni uccisione incrementa di 1 il punteggio della propria squadra.
- Capture the Flag (CTF)

Ogni squadra possiede una bandiera fissa. Scopo del gioco è sottrarre la bandiera agli avversari e portarla sulla propria bandiera. Se un giocatore viene ucciso rinascerà nella propria base. Conquistare una bandiera fa guadagnare 1 punto alla squadra, 15 punti al proprio punteggio personale e 10 punti ad ogni altro componente della squadra. Difendere la bandiera o uccidere il portabandiera avversario fa guadagnare 3 punti al proprio punteggio. Ogni uccisione incrementa di 1 il punteggio della propria squadra.
- Bomb-Mode (BOMB)

La partita è suddivisa in round. Ad ogni round una squadra deve piazzare e difendere una bomba in uno tra due locazioni a scelta, mentre l'altra squadra deve cercare di impedirne la collocazione o tentare di disinnescarla. A metà partita si invertono i compiti delle squadre. Ogni round vinto aumenta il punteggio della squadra di 1. Il giocatore che piazza la bomba guadagna 1 punto e se la bomba esplode guadagna 1 punto aggiuntivo. Uccidere il portatore della bomba incrementa di 3 punti il proprio punteggio. Uccidere un giocatore che sta disinnescando la bomba fa guadagnare 2 punti, mentre difendere il compagno che porta la bomba fa guadagnare 2 punti.
- Team Deathmatch (TEAM DM o TDM)

Le due squadre si affrontano cercando di uccidere quanti più avversari possibili. Ogni avversario ucciso fa guadagnare 1 punto al proprio punteggio e anche alla propria squadra.
- Free for All (FFA)

Unica modalità in cui non sono presenti squadre che si affrontano, ma ognuno combatte contro tutti. Vince chi al termine della partita ha il punteggio più alto. Ogni avversario ucciso fa guadagnare 1 punto.
- Capture and Hold (CAPnHOLD o C&H)

La mappa in cui le due squadre si affrontano è disseminata di bandiere fisse che inizialmente sono neutre (grigie). Se un giocatore giunge su una bandiera la cattura e ne cambia il colore in quello della propria squadra; se riesce a mantenerne il controllo per un certo tempo segna un punto. Il match è diviso in piccoli intervalli di tempo al termine dei quali ogni bandiera in possesso della squadra incrementa di 1 punto il punteggio del Team e del giocatore che l'aveva catturata e ridiventa neutra. Vince la squadra con il maggior numero di punti.
- Follow the Leader (FOLLOWLEAD o FTL)

La partita è divisa in round. Le due squadre possiedono una bandiera fissa e un giocatore che funge da Leader della squadra. Ad ogni round le squadre devono proteggere il proprio leader in modo da permettere di giungere sulla bandiera avversaria e contemporaneamente impedire alla squadra avversaria di fare lo stesso. Il round termina non appena un Leader arriva alla bandiera o una squadra viene annientata. Un giocatore che viene ucciso deve aspettare l'inizio del round successivo per rientrare in gioco. Il leader che raggiunge la bandiera avversaria guadagna 3 punti e fa guadagnare 1 punto ad ogni componente della propria squadra ancora vivo; inoltre pone fine alla partita segnando 5 punti per il proprio team. Uccidere il Leader avversario incrementa di 3 punti il proprio punteggio. Proteggere il proprio Leader fa guadagnare 2 punti. Ogni altra uccisione vale 1 punto. Se ambedue i leader non sopravvivono per raggiungere la bandiera il round diventerà esattamente come un round di Team Survivor e varrà 1 punto per la squadra vincente.
Vince la squadra con il maggior numero di punti. Inoltre per tutte le modalità valgono altre 2 regole sul calcolo del punteggio: uccidere un proprio compagno o autouccidersi comporterà il decremento di 1 punto del proprio punteggio.
- Jump mode

Modalità introdotta a partire dalla versione 4.2.006, interamente dedicata ad apposite mappe, dette jump map. Introduce nuove funzioni quali l'immortalità, il poter passare attraverso altri giocatori per non essere bloccati durante l'esecuzione di un salto, le possibilità di salvare la propria posizione e di poter ricaricare la propria energia istantaneamente, o anche di disabilitarla completamente.